# Melodifestivalen (2012)
A 2012-es Melodifestivalen egy hatrészes svéd zenei verseny volt, melynek keretén belül a nézők és a nemzetközi, szakmai zsűri kiválasztotta, hogy ki képviselje Svédországot a 2012-es Eurovíziós Dalfesztiválon, Azerbajdzsánban. A 2012-es verseny volt az ötvenkettedik svéd nemzeti döntő.
Az élő műsorsorozatban harminc dal versenyezett az Eurovíziós Dalfesztiválra való kijutásért. A sorozat ismét háromfordulós volt; hat élő adásból állt a következők szerint: négy elődöntő, egy második esély forduló és a döntő. Elődöntőnként nyolc-nyolc előadó lépett fel. Az elődöntők első két helyezettje a döntőbe, a harmadik és negyedik helyezett a második esély fordulóba jutott tovább. A második esély fordulóban kettő továbbjutó csatlakozott a döntős mezőnyhöz. Az elődöntőkben és a második esély fordulóban csak a nézői SMS-ek, illetve telefonos szavazatok alapján kerültek ki a továbbjutók. A döntőben a nézők és a nemzetközi, szakmai zsűrik szavazatai alakították ki a végeredményt. Az adások műsorvezetői Gina Dirawi, Helena Bergström és Sarah Dawn Finer voltak.
A verseny győztese Loreen lett, aki Euphoria című dalával képviselte az országot Bakuban.

## A helyszínek
| Forduló               | Dátum             | Város     | Helyszín             | Műsorvezető                                   |
| --------------------- | ----------------- | --------- | -------------------- | --------------------------------------------- |
| Első elődöntő         | 2012. február 4.  | Växjö     | VIDA Arena           | Gina Dirawi Sarah Dawn Finer Helena Bergström |
| Második elődöntő      | 2012. február 11. | Göteborg  | Scandinavium         | Gina Dirawi Sarah Dawn Finer Helena Bergström |
| Harmadik elődöntő     | 2012. február 18. | Leksand   | Tegera Arena         | Gina Dirawi Sarah Dawn Finer Helena Bergström |
| Negyedik elődöntő     | 2012. február 25. | Malmö     | Malmö Arena          | Gina Dirawi Sarah Dawn Finer Helena Bergström |
| Második esély forduló | 2012. március 3.  | Nyköping  | Rosvalla Eventcenter | Gina Dirawi Sarah Dawn Finer Helena Bergström |
| Döntő                 | 2012. március 10. | Stockholm | Ericsson Globe       | Gina Dirawi Sarah Dawn Finer Helena Bergström |

## A résztvevők
| Előadó                                 | Dal                                                   | Szerző(k)                                                                             |
| -------------------------------------- | ----------------------------------------------------- | ------------------------------------------------------------------------------------- |
| Abalone Dots                           | På väg                                                | Rebecka Hjukström, Sophia Hogman, Louise Holmer, Viktor Källgren                      |
| Afro-Dite                              | The Boy Can Dance                                     | Figge Boström, Catrine Loqvist, Johan Lindman                                         |
| Andreas Johnson                        | Lovelight                                             | Andreas Johnson, Peter Kvint                                                          |
| Andreas Lundstedt                      | Aldrig aldrig                                         | Niclas Lundin, Maria Marcus, Randy Goodrum                                            |
| Axel Algmark                           | Kyss mig                                              | Axel Algmark, Mattias Frändå, Jonathan Magnussen                                      |
| Björn Ranelid feat. Sara Li            | Mirakel                                               | Fredrik Andersson, Björn Ranelid                                                      |
| Carolina Wallin Pérez                  | Sanningen                                             | Michael Clauss, Martin Bjelke, Carolina Wallin Pérez, F Dread                         |
| Charlotte Perrelli                     | The Girl                                              | Fredrik Kempe, Alexander Johnsson                                                     |
| Danny Saucedo                          | Amazing                                               | Danny Saucedo, Peter Boström, Figge Boström                                           |
| David Lindgren                         | Shout It Out                                          | Fernando Fuentes, Tony Nilsson                                                        |
| Dead by April                          | Mystery                                               | Pontus Hjelm                                                                          |
| Dynazty                                | Land of Broken Dreams                                 | Thomas G:son, Thomas Johansson                                                        |
| Hanna Lindblad                         | Goosebumps                                            | Hanna Lindblad, Linda Sundblad, Tony Nilsson                                          |
| Lisa Miskovsky                         | Why Start a Fire                                      | Lisa Miskovsky, Aleksander With, Bernt Rune Stray, Berent Philip Moe                  |
| Loreen                                 | Euphoria                                              | Thomas G:son, Peter Boström                                                           |
| Lotta Engberg & Christer Sjögren       | Don’t Let Me Down                                     | Lasse Holm, Lars Diedricson                                                           |
| Love Generation                        | Just a Little Bit                                     | Nadir Khayat, John Mamann, Jean-Claude Sindres, Teddy Sky, Yohanne Simon, Bilal Hajji |
| Maria BenHajji                         | I mina drömmar                                        | Nanna Sveinsdóttir, Thomas Cars                                                       |
| Marie Serneholt                        | Salt and Pepper                                       | Lina Eriksson, Mårten Eriksson, Figge Boström                                         |
| Mattias Andréasson                     | Förlåt mig                                            | Mattias Andréasson                                                                    |
| Mimi Oh                                | Det går för långsamt                                  | Anton Malmberg Hård af Segerstad, Niclas Lundin                                       |
| Molly Sandén                           | Why Am I Crying                                       | Molly Sandén, Aleena Gibson, Windy Wagner                                             |
| OPA!                                   | Allting blir bra igen                                 | Michael Sideridis                                                                     |
| Sean Banan                             | Sean den förste Banan                                 | Sean Simadi, Joakim Larsson, Hans Blomberg, Mårten Andersson                          |
| Sonja Aldén                            | I din himmel                                          | Sonja Aldén, Bobby Ljunggren, Peter Boström                                           |
| The Moniker                            | I Want to Be Chris Isaak (This Is Just the Beginning) | Daniel Karlsson                                                                       |
| Thomas Di Leva                         | Ge aldrig upp                                         | Thomas Di Leva                                                                        |
| Thorsten Flinck & Revolutionsorkestern | Jag reser mig igen                                    | Thomas G:son, Ted Ström                                                               |
| Timoteij                               | Stormande hav                                         | Kristian Lagerström, Johan Fjellström, Stina Engelbrecht, Jens Engelbrecht            |
| Top Cats                               | Baby Doll                                             | Mårten Eriksson, Lina Eriksson, Susie Päivärinta                                      |
| Ulrik Munther                          | Soldiers                                              | Ulrik Munther, Johan Aberg, Linnea Deb, Joy Deb, David Jackson                        |
| Youngblood                             | Youngblood                                            | Fredrik Kempe, David Kreuger                                                          |

## Élő műsorsorozat

### Első elődöntő
| #  | Előadó                                 | Dal                                                   | Szavazat | Szavazat | Szavazat | Helyezés | Eredmény     |
| #  | Előadó                                 | Dal                                                   | 1. kör   | 2. kör   | Összesen | Helyezés | Eredmény     |
| -- | -------------------------------------- | ----------------------------------------------------- | -------- | -------- | -------- | -------- | ------------ |
| 01 | Sean Banan                             | Sean den förste Banan                                 | 59,068   | 38,378   | 97,446   | 3.       | Továbbjutott |
| 02 | Abalone Dots                           | På väg                                                | 13,156   | —        | 13,156   | 7.       | Kiesett      |
| 03 | The Moniker                            | I Want to Be Chris Isaak (This Is Just the Beginning) | 10,776   | —        | 10,776   | 8.       | Kiesett      |
| 04 | Afro-Dite                              | The Boy Can Dance                                     | 23,795   | 20,941   | 44,736   | 5.       | Kiesett      |
| 05 | Dead by April                          | Mystery                                               | 49,851   | 48,668   | 98,519   | 2.       | Továbbjutott |
| 06 | Marie Serneholt                        | Salt and Pepper                                       | 18,092   | —        | 18,092   | 6.       | Kiesett      |
| 07 | Thorsten Flinck & Revolutionsorkestern | Jag reser mig igen                                    | 45,192   | 44,438   | 89,630   | 4.       | Továbbjutott |
| 08 | Loreen                                 | Euphoria                                              | 78,121   | 82,230   | 160,351  | 1.       | Továbbjutott |

### Második elődöntő
| #  | Előadó            | Dal                  | Szavazat | Szavazat | Szavazat | Helyezés | Eredmény     |
| #  | Előadó            | Dal                  | 1. kör   | 2. kör   | Összesen | Helyezés | Eredmény     |
| -- | ----------------- | -------------------- | -------- | -------- | -------- | -------- | ------------ |
| 01 | Ulrik Munther     | Soldiers             | 60,994   | 52,623   | 113,617  | 2.       | Továbbjutott |
| 02 | Top Cats          | Baby Doll            | 47,129   | 41,380   | 88,509   | 3.       | Továbbjutott |
| 03 | Sonja Aldén       | I din himmel         | 12,246   | —        | 12,246   | 6.       | Kiesett      |
| 04 | Andreas Lundstedt | Aldrig aldrig        | 10,080   | —        | 10,080   | 7.       | Kiesett      |
| 05 | Timoteij          | Stormande hav        | 49,752   | 37,249   | 87,001   | 4.       | Továbbjutott |
| 06 | David Lindgren    | Shout It Out         | 57,696   | 71,678   | 129,374  | 1.       | Továbbjutott |
| 07 | Mimi Oh           | Det går för långsamt | 9,342    | —        | 9,342    | 8.       | Kiesett      |
| 08 | Thomas Di Leva    | Ge aldrig upp        | 34,739   | 30,028   | 64,767   | 5.       | Kiesett      |

### Harmadik elődöntő
| #  | Előadó                      | Dal               | Szavazat | Szavazat | Szavazat | Helyezés | Eredmény     |
| #  | Előadó                      | Dal               | 1. kör   | 2. kör   | Összesen | Helyezés | Eredmény     |
| -- | --------------------------- | ----------------- | -------- | -------- | -------- | -------- | ------------ |
| 01 | Youngblood                  | Youngblood        | 26,674   | 23 285   | 49,959   | 4.       | Továbbjutott |
| 02 | Maria BenHajji              | I mina drömmar    | 8,720    | —        | 8,720    | 8.       | Kiesett      |
| 03 | Mattias Andréasson          | Förlåt mig        | 24,734   | 23,485   | 48,219   | 5.       | Kiesett      |
| 04 | Love Generation             | Just a Little Bit | 18,081   | —        | 18,081   | 6.       | Kiesett      |
| 05 | Carolina Wallin Pérez       | Sanningen         | 9,849    | —        | 9,849    | 7.       | Kiesett      |
| 06 | Andreas Johnson             | Lovelight         | 39,821   | 38,520   | 78,341   | 3.       | Továbbjutott |
| 07 | Molly Sandén                | Why Am I Crying   | 46,310   | 48,834   | 95,144   | 1.       | Továbbjutott |
| 08 | Björn Ranelid feat. Sara Li | Mirakel           | 38,964   | 41,205   | 80,169   | 2.       | Továbbjutott |

### Negyedik elődöntő
| #  | Előadó                           | Dal                   | Szavazat | Szavazat | Szavazat | Helyezés | Eredmény     |
| #  | Előadó                           | Dal                   | 1. kör   | 2. kör   | Összesen | Helyezés | Eredmény     |
| -- | -------------------------------- | --------------------- | -------- | -------- | -------- | -------- | ------------ |
| 01 | Charlotte Perrelli               | The Girl              | 42,226   | 38,680   | 80,906   | 5.       | Kiesett      |
| 02 | OPA!                             | Allting blir bra igen | 7,017    | —        | 7,017    | 8.       | Kiesett      |
| 03 | Dynazty                          | Land of Broken Dreams | 45,227   | 41,170   | 86,397   | 4.       | Továbbjutott |
| 04 | Lotta Engberg & Christer Sjögren | Don’t Let Me Down     | 45,732   | 44,021   | 89,753   | 3.       | Továbbjutott |
| 05 | Hanna Lindblad                   | Goosebumps            | 19,009   | —        | 19,009   | 7.       | Kiesett      |
| 06 | Axel Algmark                     | Kyss mig              | 31,193   | —        | 31,193   | 6.       | Kiesett      |
| 07 | Lisa Miskovsky                   | Why Start a Fire      | 49,690   | 52,390   | 102,080  | 2.       | Továbbjutott |
| 08 | Danny Saucedo                    | Amazing               | 121,954  | 101,273  | 223,227  | 1.       | Továbbjutott |

### Második esély forduló

#### 1. forduló
| Párbaj | Előadó                                 | Dal                   | Szavazat | Eredmény   |
| ------ | -------------------------------------- | --------------------- | -------- | ---------- |
| 1      | Dynazty                                | Land of Broken Dreams | 46 466   | Kiesett    |
| 1      | Top Cats                               | Baby Doll             | 75 114   | 2. forduló |
| 2      | Andreas Johnson                        | Lovelight             | 60 969   | Kiesett    |
| 2      | Timoteij                               | Stormande hav         | 69 833   | 2. forduló |
| 3      | Thorsten Flinck & Revolutionsorkestern | Jag reser mig igen    | 109 526  | 2. forduló |
| 3      | Lotta Engberg & Christer Sjögren       | Don’t Let Me Down     | 79 235   | Kiesett    |
| 4      | Sean Banan                             | Sean den förste Banan | 138 034  | 2. forduló |
| 4      | Youngblood                             | Youngblood            | 63 984   | Kiesett    |

#### 2. forduló
| Párbaj | Előadó                                 | Dal                   | Szavazat | Eredmény     |
| ------ | -------------------------------------- | --------------------- | -------- | ------------ |
| 1      | Top Cats                               | Baby Doll             | 98 782   | Továbbjutott |
| 1      | Timoteij                               | Stormande hav         | 54 788   | Kiesett      |
| 2      | Thorsten Flinck & Revolutionsorkestern | Jag reser mig igen    | 196 014  | Továbbjutott |
| 2      | Sean Banan                             | Sean den förste Banan | 111 443  | Kiesett      |

### Döntő
| #  | Előadó                                 | Dal                | Szavazás       | Szavazás       | Szavazás | Helyezés |
| #  | Előadó                                 | Dal                | Zsűri pontszám | Nézői pontszám | Összesen | Helyezés |
| -- | -------------------------------------- | ------------------ | -------------- | -------------- | -------- | -------- |
| 01 | David Lindgren                         | Shout It Out       | 65             | 23             | 88       | 4.       |
| 02 | Thorsten Flinck & Revolutionsorkestern | Jag reser mig igen | 3              | 40             | 43       | 8.       |
| 03 | Dead by April                          | Mystery            | 25             | 27             | 52       | 7.       |
| 04 | Lisa Miskovsky                         | Why Start a Fire   | 21             | 18             | 39       | 9.       |
| 05 | Top Cats                               | Baby Doll          | 35             | 33             | 68       | 6.       |
| 06 | Loreen                                 | Euphoria           | 114            | 154            | 268      | 1.       |
| 07 | Ulrik Munther                          | Soldiers           | 62             | 26             | 88       | 3.       |
| 08 | Björn Ranelid feat. Sara Li            | Mirakel            | 1              | 24             | 25       | 10.      |
| 09 | Molly Sandén                           | Why Am I Crying    | 55             | 22             | 77       | 5.       |
| 10 | Danny Saucedo                          | Amazing            | 92             | 106            | 198      | 2.       |

#### Ponttáblázat
| Dal                                                         | Zsűri   | Zsűri      | Zsűri  | Zsűri              | Zsűri               | Zsűri         | Zsűri   | Zsűri | Zsűri       | Zsűri    | Zsűri    | Zsűri | Nézők    | Nézők | Nézők | Σ   |
| Dal                                                         | Belgium | Észtország | Ciprus | Egyesült Királyság | Bosznia-Hercegovina | Franciaország | Ukrajna | Málta | Németország | Írország | Norvégia | Össz. | Szavazat | %     | Össz. | Σ   |
| ----------------------------------------------------------- | ------- | ---------- | ------ | ------------------ | ------------------- | ------------- | ------- | ----- | ----------- | -------- | -------- | ----- | -------- | ----- | ----- | --- |
| Shout It Out (David Lindgren)                               | 10      | 2          | 8      | 8                  | 10                  | 2             | 1       | 12    | 2           |          | 10       | 65    | 102 308  | 5,0%  | 23    | 88  |
| Jag reser mig igen (Thorsten Flinck & Revolutionsorkestern) |         |            |        |                    | 2                   |               |         |       |             |          | 1        | 3     | 172 715  | 8,4%  | 40    | 43  |
| Mystery (Dead by April)                                     |         | 1          | 1      |                    | 8                   | 6             |         |       | 1           | 4        | 4        | 25    | 119 473  | 5,8%  | 27    | 52  |
| Why Start a Fire (Lisa Miskovsky)                           | 4       |            |        | 1                  | 4                   | 1             | 2       | 1     |             | 2        | 6        | 21    | 77 559   | 3,8%  | 18    | 39  |
| Baby Doll (Top Cats)                                        | 1       | 8          | 4      | 4                  |                     |               | 4       | 2     | 6           | 6        |          | 35    | 142 688  | 7,0%  | 33    | 68  |
| Euphoria (Loreen)                                           | 6       | 12         | 12     | 6                  | 12                  | 10            | 10      | 10    | 12          | 12       | 12       | 114   | 670 551  | 32,7% | 154   | 268 |
| Soldiers (Ulrik Munther)                                    | 2       | 6          | 6      | 10                 |                     | 4             | 8       | 8     | 10          | 8        |          | 62    | 112 025  | 5,5%  | 26    | 88  |
| Mirakel (Björn Ranelid feat. Sara Li)                       |         |            |        |                    | 1                   |               |         |       |             |          |          | 1     | 103 200  | 5,0%  | 24    | 25  |
| Why Am I Crying (Molly Sandén)                              | 8       | 4          | 10     | 2                  | 6                   | 8             | 6       | 4     | 4           | 1        | 2        | 55    | 94 525   | 4,6%  | 22    | 77  |
| Amazing (Danny Saucedo)                                     | 12      | 10         | 2      | 12                 |                     | 12            | 12      | 6     | 8           | 10       | 8        | 92    | 458 388  | 22,3% | 106   | 198 |

A sorok a fellépés sorrendjében vannak rendezve. A zászlós oszlopokban az adott zsűritől kapott pontszám található meg.
Pontbejelentők
1. Belgium – Sandra Kim
2. Észtország – Reimo Silovee
3. Ciprus – Klitos Klitou
4. Egyesült Királyság – Simon Proctor
5. Bosznia-Hercegovina – Dejan Kukric
6. Franciaország – Bruno Berberes
7. Ukrajna – Gina Dirawi
8. Málta – Peter Carbonaro
9. Németország – Torsten Amarell
10. Írország – Julian Viendles
11. Norvégia – Tooji